# 이홍매
이홍매(李弘邁, 1655년 - 1743년)은 조선후기의 무신이다. 연잉군(영조)을 왕세제(王世弟)에 책봉하는데 기여한 충정공 이홍술(李弘述)의 이복동생이다.

## 생애
조선후기의 무신으로 본관은 전주, 휘는 홍매(弘邁), 덕흥대원군의 5대손이며, 연잉군(영조)을 왕세제(王世弟)에 책봉하는데 기여한 충정공 이홍술(李弘述)의 이복동생이다. 아버지는 증 이조판서(吏曺判書) 이석한(李錫漢)이고, 계모는 호군(護軍) 경주인(慶州人) 김광익(金光翼)의 딸로 증 정부인 김씨(貞夫人 金氏)이며, 생모는 양녀(良女) 차영(次英)이다.
부인은 부사(府使) 남원인(南原人) 윤이익(尹以益)의 딸이다.
증 이판(吏判) 이석한(李錫漢)의 5남으로 을미(乙未) 1655년(효종 6) 7월 13일 탄생하였다. 알성시(謁聖試) 갑과(甲科) 무과(武科)에 장원(壯元) 급제하였다.
1695년(숙종 21) 언양현감(彦陽縣監, 지금 울산)으로 부임하여 총검술을 연마시켜 향토방위에 만전을 기하고, 학문을 진작시키면서 빈민을 구제하는데 전력을 다하였다.
1706년(숙종 32) 1월 11일 경복가위장(景福假衛將)을 거쳐 1707년(숙종 33) 7월 13일 남해현령(南海縣令)을 역임하였다.
1713년(숙종 39) 훈련도감 국별장(訓鍊都監 局別將), 1716년(숙종 42) 8월 7일 다대포 첨사(多大浦 僉使), 1720년(경종 즉위) 8월 29일 충장장(忠壯將), 1721년(경종 1) 윤6월 16일 곽산군수(郭山郡守), 1722년(경종 2) 어영도제조군관(御營都提調軍官), 이해 6월 부호군(副護軍)을 역임하였다.
이해 임인사화(壬寅士禍, 임인옥사) 때 연좌(緣坐)되어 선천부(宣川府)에 배소(配所)되었다가 을사(乙巳) 1725년(영조 1) 신설(伸雪)되었다.
1726년(영조 2) 강진현감(康津縣監)을 역임하고, 1743년(영조 19) 3월 9일 향년 89세로 별세하였다.

## 가족관계
- 아버지 : 이석한(李錫漢, 1614년~1677년)
- 어머니(계모) : 증 정부인 김씨(貞夫人 金氏, 1609년~1649년), 호군(護軍) 경주인(慶州人) 김광익(金光翼)의 딸.
- 어머니(생모) : 양녀(良女) 차영(次英)
- 부인 : 영인 윤씨(令人 尹氏), 부사(府使) 남원인(南原人) 윤이익(尹以益)의 딸.
  - 장남 : 이세호(李世祜, 1696년~?년)
  - 2남 : 이세의(李世禕, 1698년~?년)
  - 3남 : 이세지(李世祉, 1701년~?년)
  - 장녀 : 원주인(原州人) 원정규(元廷揆)에게 출가.
  - 2녀 : 창녕인(昌寧人) 성덕린(成德麟)에게 출가.
  - 3녀 : 교하인(交河人) 노언통(盧彦通)에게 출가.
- 이복형 : 이홍일(李弘逸, 1640년~1718년), 백부 동지돈녕부사 이정한(李挺漢, 1601년~1671년)에게 출계.
- 이복형 : 이홍달(李弘達, 1645년~1662년)
- 이복형 : 이홍술(李弘述, 1647년~1722년)
- 동복형 : 이홍선(李弘選, 1652년~1725년)
- 동복동생 : 이홍수(李弘遂, 1669년~1723년)